# Tovomita atropurpurea
Tovomita atropurpurea là một loài thực vật có hoa trong họ Bứa. Loài này được Steyerm. miêu tả khoa học đầu tiên năm 1952.